# Niemisjärvi (sjö i Kuopio, Norra Savolax)
Niemisjärvi är en sjö i kommunen Kuopio i landskapet Norra Savolax i Finland. Den är 9,7 meter djup. Arean är 39 hektar och strandlinjen är 6,95 kilometer lång. Sjön  ingår i Vuoksens huvudavrinningsområde.   Den ligger omkring 22 kilometer väster om Kuopio och omkring 330 kilometer norr om Helsingfors. 